# Cecilia Maffei
Cecilia Maffei (ur. 19 listopada 1984) – włoska łyżwiarka szybka, specjalizująca się w short tracku. Srebrna medalistka olimpijska z Pjongczangu.
Zawody w 2018 były jej drugimi igrzyskami olimpijskimi, debiutowała w 2010 w Vancouver. W 2018 po medal sięgnęła w biegu sztafetowym. Włoską drużynę tworzyły także Arianna Fontana, Lucia Peretti i Martina Valcepina. W tej samej konkurencji była brązową medalistką mistrzostw świata w 2006 oraz 2014, a także złotą (2017), srebrną (2007 i 2012) oraz brązową medalistką mistrzostw Europy (2011 i 2016).